# Вила-Лобос, Эйтор
Э́йтор Ви́ла-Ло́бос (порт. Heitor Villa-Lobos; 5 марта 1887, Рио-де-Жанейро — 17 ноября 1959, там же) — бразильский композитор. Один из самых известных латиноамериканских композиторов, Вила-Лобос прославился синтезом стилевых особенностей бразильской народной и европейской академической музыки.

## Биография
Вила — Лобос Родился в Рио-де-Жанейро 5 марта 1887 года. Обучался в консерватории, где весь учебный курс целиком основывался на европейской традиции, однако затем оставил учёбу. Его отец, Рауль Вилла-Лобос, был государственным служащим, образованным человеком испанского происхождения, библиотекарем, астрономом-любителем и музыкантом. После смерти отца (с которым сын занимался бразильской музыкой) зарабатывал на жизнь, выступая аккомпаниатором в немом кино, а также играя в уличных оркестрах. Позднее стал скрипачом в оперном театре.
В 1912 году женился на пианистке Лусилии Гимарайнш (Lucília Guimarães) и начал карьеру композитора. Впервые его произведения были опубликованы в 1913. Некоторые из своих новых произведений он впервые представил на публике во время своих оркестровых выступлений с 1915 по 1921. В этих произведениях ещё заметен «кризис идентичности», попытка выбора между европейскими и бразильскими традициями. Позднее он всё больше опирался на последние.
Первые сочинения Вила-Лобоса — песни и танцевальные пьески двенадцатилетнего музыканта-самоучки — помечены 1899 г. В последующие 60 лет творческой деятельности (Вила-Лобос скончался 17 ноября 1959 г. на 73-м году жизни) композитор создал свыше тысячи (некоторые исследователи насчитывают до 1500! ¹) произведений в самых разнообразных жанрах. Его перу принадлежат 9 опер, 15 балетов, 12 симфоний, 10 инструментальных концертов, более 60 камерных сочинений крупной формы (сонаты, трио, квартеты); песни, романсы, хоры, пьесы для отдельных инструментов в наследии Вила-Лобоса исчисляются сотнями, как и народные мелодии, собранные и обработанные композитором; его музыка для детей, написанная с учебными целями для музыкальных и общеобразовательных школ, для самодеятельных хоров, включает более 500 названий. (При этом нужно иметь в виду, что определённая часть наследия Вила-Лобоса остается не опубликованной и не зафиксированной в каталогах².) Вила-Лобос сочетал в одном лице композитора, дирижёра, педагога, собирателя и исследователя фольклора, музыкального критика и писателя, администратора, на протяжении многих лет возглавлявшего ведущие музыкальные учреждения страны (среди которых немало созданных по его инициативе и при его личном участии), члена правительства по вопросам народного образования, делегата Бразильского национального комитета ЮНЕСКО, активного деятеля Международного музыкального совета. Действительный член Академий изящных искусств Парижа и Нью-Йорка, почетный член римской Академии «Санта Чечилия», член-корреспондент Национальной академии изящных искусств Буэнос-Айреса, член Международного музыкального фестиваля в Зальцбурге, Командор ордена Почетного легиона Франции, доктор honoris causa многих зарубежных учреждений — знаки международного признания выдающихся заслуг бразильского композитора. На три, на четыре полноценные, достойные уважения человеческие жизни с избытком хватило бы сделанного Вила-Лобосом за одну — удивительную, исполненную сверхъестественной энергии, целеустремленную, подвижническую — жизнь артиста, ставшего, по словам Пабло Казальса, «величайшей гордостью страны, которая его породила».
Похоронен на кладбище Святого Иоанна Крестителя в Рио-де-Жанейро.

## Интересные факты
- Согласно воспоминаниям современников, композитор порой с серьёзным видом вводил в заблуждение собеседников или аудиторию. Например, Жоржи Амаду в мемуарах «Каботажное плавание» описал случай с приглашением на гастроли в СССР в 1947 году и передал следующий с Вила-Лобосом диалог:

 — А знаете, кто подписал приглашение?
 — Да откуда ж мне знать?! Наверно, руководитель симфонического оркестра Москвы или России.
 — Ну-ка, угадайте.
 — Шостакович? — брякнул я. Вилла-Лобос снова попыхтел сигарой, улыбнулся и сообщил:
 — Ленин! Собственноручно.
Напоминаю, разговор происходил в 1947 году. Увидев, что я замер с открытым ртом, маэстро добавил:
 — Не верите? Я вам принесу письмо — сами убедитесь.
- В Национальном театре в столице Бразилии крупнейший зал назван в честь Вила-Лобоса.
- Внучатый племянник композитора Даду Вила-Лобос был гитаристом Legião Urbana, одной из самых успешных рок-групп в истории бразильской музыки.
- 25 сентября 2015 года его именем назван кратер Villa-Lobos на Меркурии[6].
- В честь Вила-Лобоса были выпущены почтовые марки Бразилии (Sc #1500, 2095) и Кубы (Sc #3359).
- Имя композитора на самом деле произносится как «Вия-Лобос», так как сдвоенная ll образует гласный дифтонг.

## Сочинения (выборка)
- Бразильские бахианы. Одно из самых известных сочинений Вила-Лобоса — ария из «Бразильской бахианы» № 5.
- Соната № 2 для виолончели
- Фортепианное трио № 2
- Концерты для арфы с оркестром
- Открытие Бразилии. Оркестровые сюиты № 1-4
- Концерт для гитары
- Rudepoema Dancas
- Симфония № 1—12 (№ 5 — утеряна)
- Струнные квартеты
- Пять фортепианных концертов
- Ciranda das sete notas для фагота и струнного оркестра
- 14 шоро
- Бразильская народная сюита, для гитары (пять шоро)
- Foresta do Amazon (симфоническая версия музыки к фильму Мела Феррера «Зелёные поместья», 1959)